# Геринович Володимир Олександрович
Володимир Олександрович Ґеринович (також Геринович; 22 листопада 1883, Сокаль, нині Львівська область — 7 липня 1949, Львів) — український вчений географ, науковець, краєзнавець Поділля, громадський діяч, педагог, доктор географічних наук, доктор історичних наук, професор (з 1922), член Кам'янець-Подільського наукового товариства при ВУАН (з 1925), дійсний член НТШ, дійсний член Українського комітету краєзнавства.

## Біографія
Володимир Ґеринович народився 22 листопада 1883 року в місті Сокаль.
Закінчив філософський факультет Львівського Університету в 1909 році. Вчителював у Львові та Самборі. На початку першої світової війни був мобілізований в австро-угорську армію. З 1914, перебуваючи на фронті, отримав п'ять поранень.
Учасник проголошення Західноукраїнської Народної Республіки. У 1918—1919 — референт президента Української Національної Ради Євгена Петрушевича.
17 липня 1919 разом з військами Західноукраїнської Народної Республіки прибув до Кам'янця-Подільського, де в 1919—1921 був доцентом державного українського університету, в якому викладав географію.
У 1921—1928 та 1929—1930 — декан факультету соціального виховання, професор, з 1926 — ректор Кам'янець-Подільського інституту народної освіти. За роки перебування в Кам'янці став організатором краєзнавчого руху, досліджував і популяризував в місцевій пресі та наукових виданнях геоморфологію, геологію, економічну географію, історію, археологію району м. Кам'янець-Подільського та Поділля в цілому.
На початку червня 1926 взяв участь як член радянської делегації в роботі Всеслов'янського конгресу географів і етнографів у Польщі. У вересні 1926 був присутній на святкуванні 80-річчя з дня народження Михайла Грушевського в Києві. На рубежі 1920-1930-х рр. багато уваги приділяв геолого-мінералогічному вивченню Поділля.
Учасник Першої всеукраїнської краєзнавчої конференції від Поділля. У 1926—1930 рр.. від НДІ географії і картографії входив до складу Українського комітету краєзнавства. Друкувався в журналі «Краєзнавство».
З жовтня 1928 по березень 1929 жив у Харкові, де завідував кафедрою антропогеографії Українського науково-дослідного інституту географії і картографії. У 1930—1932 рр.. — професор Московського геологорозвідувального інституту (МГРІ).
У грудні 1932 наукова та творча діяльність В. Гериновича була перервана арештом. На слідстві він змушений був визнати себе винним «у контрреволюційній діяльності». З кінця грудня 1933 до 1946 знаходився у сталінських концтаборах. Після звільнення проживав у Вологодській області, з 1946 р. — у Львові, де завідував кафедрою у Львівському торгово-економічному інституті.
Помер у 1949 році. Похований на 21 полі Янівського цвинтаря.
У 1989 році посмертно реабілітований.

## Доробок
- Володимир Ґеринович. Жителі Марса. [Архівовано 4 лютого 2022 у Wayback Machine.] Вінніпег. Видавництво: Руська Книгарня. 1914
- Володимир Ґеринович. Понятє, ціль і метода ґеоґрафії [Архівовано 4 лютого 2022 у Wayback Machine.] / В. О. Ґеринович // Зб. математ.-природописнолікар. секції Наукового Тов-ва ім. Шевченка. – Львів, 1919. – Т. XVIII – ХІХ. Наукова хроніка. – С. 1-19.
- Володимир Ґеринович. Питаннє про третичного чоловіка в новішій літературі [Архівовано 24 січня 2022 у Wayback Machine.] / В.О. Ґеринович // Записки наук. т-ва ім. Шевченка у Львові, 1910. – XCV.
- Володимир Ґеринович. Географічна карта земель, де живуть українці / В. О. Ґеринович // Рудницький С. Коротка географія України. – К.; Л., 1910. – 154 с.
- Володимир Ґеринович. Ожидана книжка / В. О. Ґеринович // Діло. – Л., 1910. – Ч. 281. – 16 грудня. – С. 2-3.
- Володимир Ґеринович. Західня границя української етноґрафічної території / В. О. Ґеринович // Вістник Союза визволення України. – Відень, 1915. – Ч. 47-48. – 14 падолиста. – С. 4-6.
- Володимир Ґеринович. До западної української етнографічної границі / В. О. Ґеринович // Українське слово. – Львів, 1917.
- Володимир Ґеринович. Начерки української западної етнографічної границі / В. О. Ґеринович // Українське слово. – Л., 1918.
- Володимир Ґеринович. Нарис Економічної Географії України: часть географічна / В. О. Ґеринович. – Кам’янець-Подільський, 1921. – Т. 2. – 144 с.
- Володимир Ґеринович. Україна, звідки пішла її назва, як і чому вона поширилася? / В. О. Ґеринович – Л., 1918. – 16 с.
- Володимир Ґеринович. До української орієнтації. (Вступ. – Україна і Московщина. – Україна і Польща. – Німеччина і її сусіди. – Основи українсько-німецької орієнтації) / В. О. Ґеринович // Українське слово. – Л., 1918. – Ч. 205. – 8 вересня. – С. 2-4.
- Володимир Ґеринович. Питанє про третичного чоловіка в новійшій літературі / В. О. Ґеринович // Літ.-наук. вістник. – Л.; К., 1909. – Річник ХІІ. – Кн. V. – Т. XLVI. – травень. – С. 331-345.
- Володимир Ґеринович. Карта найважнійших місцевостий з історії українського народу Х–ХХ ст. (Розмір 1: 7,400.000) / В. О. Ґеринович // Б. Барвінський. Коротка історія українського народу (з 21 образками і 1 картою). – Л., 1922. – 126 с.
- Володимир Ґеринович. Карта розселення слов’ян: границі цїлої Словянщини і границі розселення українських племен в часї утворення Руської держави (ІХ–Х столїття). (Розмір 1: 15,000.000) / В. О. Ґеринович // Б. Барвінський. Історія українського народу. – 2-е вид., доп., перероб. – Л., 1922. – 138 с.
- Володимир Ґеринович. Стоянка неолітичної людини біля с.Велика Мукша Китайгородського району Кам’янець-Подільської округи / В. О. Ґеринович // Записки Кам’янець-Подільського інституту народної освіти. – Кам’янець-Подільський: друк. ім. Леніна, 1926. – Т. 1. – С. 14-17.
- Володимир Ґеринович. Ново-відкриті трипільські стоянки на Кам’янеччині / В. О. Ґеринович // Науковий збірник за рік 1926. Записки Українського Наукового Товариства в Київі (тепер Історичної Секції Всеукраїнської Академії Наук) / Під редакцією М.Грушевського. – К.: Державне Видавництво України, 1926. – Т. ХХІ. – С. 3-6.
- Володимир Ґеринович. Кам’янеччина / В. О. Ґеринович. – Кам’янець на Поділлю: [б.в.], 1927. – Ч. 2: Населення і його економічна діяльність. – 168 с.
- Володимир Ґеринович.  Порадник екскурсанта Кам’янеччини. З планом Кам’янецького замку з року 1699 / В. О. Ґеринович; Кам’янець-Подільський окр. краєзнав. комітет. – Кам’янець-Подільський: Друк ім. Леніна, 1928. – 102 с.
- Володимир Ґеринович. Екскурсант Кам’янеччини (З планом Кам’янецького замку з року 1699 з “La Galerie agriable du Monde” і маршрутом) / В. О. Ґеринович. – Кам’янець-Подільський: [б.в.], 1928. – 75 с.
- Володимир Ґеринович. Вірмени в Кам’янці / В. О. Ґеринович // Краєзнавство. – Х.: Український комітет краєзнавства, 1928. – № 1 – С. 20-25.
- Володимир Ґеринович. Євреї в Кам’янці (До історії заселення Кам’янеччини) / В. О. Ґеринович // Краєзнавство. – 1929. – № 3-10. – С. 44-48.
- Володимир Ґеринович. До історії шовківництва на західній Придністрянщині (В межах УСРР) / В. О. Ґеринович // Краєзнавство. – 1929. – №3-10. – С. 69-74.
- Володимир Ґеринович. Кам’янець на Поділлі / В. О. Ґеринович // Краєзнавство. – 1930. – № 1-5. – С. 8-16.
- Володимир Ґеринович. Сучасні Лєґенди / В. О. Ґеринович // Вістник Союза визволення України - Відень, 1916. - Ч.99. — С. 337-338;
- Володимир Ґеринович. Жовнір-українець в австрійсько-угорській армії. / В. О. Ґеринович // Вістник Союза визволення України — Відень, 1916. - Ч.100. — С. 353-354
- Володимир Ґеринович. Листи з поля бою / В. О. Ґеринович // Вістник Союза визволення України - Відень, 1917. - Ч.136. — С. 91
- Володимир Ґеринович. Про джерела мінеральних вод на Кам’янеччині. Вивчаймо й використовуймо наші природні багатства / В.О. Ґеринович // Червоний кордон. – Кам’янець-Подільський, 1929. – Ч.122. – 31 жовтня. 38.
- Володимир Ґеринович. Буре вугілля на Кам’янеччині / В. О. Ґеринович // Червоний кордон. – Кам’янець-Подільський, 1929. – Ч.105. – 21 вересня. – С.5.
- Володимир Ґеринович. Антрацит на Кам’янеччині / В. О. Ґеринович // Червоний кордон. – Кам’янець на Поділлі, 1930. – Ч.10. – 25 січня.
- Володимир Ґеринович. Використовуймо природні виробничі сили Кам’янеччини / В. О. Ґеринович // Червоний кордон. – Кам’янець-Подільський, 1929. – Ч.124. – 7 листопада.
- Володимир Ґеринович. Природні виробничі сили Кам’янеччини / В. О. Ґеринович – Кам’янецьПодільський: Кам’янець-Подільська округова плянова комісія, 1930. – 46 с.
- Володимир Ґеринович. Наші Товтри / В. О. Ґеринович // Краєзнавство. – Харків, 1930. – № 1–5.
- Володимир Ґеринович. Про консервацію Кам’янецької фортеці / В. О. Ґеринович // Червоний кордон. – Кам’янець-Подільський, 1930. – №.18. – 15 лютого.
- Володимир Ґеринович. Про археологічні розкопки в с. Кадиївцях, Довжецького і в с. Великій Мукші, Китайгородського району / В.О. Ґеринович // Червоний кордон. – Кам’янець-Подільський, 1926. – Ч.66. – 2 вересня.
- Володимир Ґеринович. Вірмени в Кам’янці / В.О. Ґеринович // Краєзнавство. – Харків, 1928. – №1. 36
- Володимир Ґеринович. З Будапешту до Відня // Руслан. – Львів. – 1911. – Ч.193. – 1 вересня. 15.
- Володимир Ґеринович. До історії Кам’янець-Подільського інституту народної освіти / В.О. Ґеринович // Записки Кам’янець-Подільського інституту народної освіти / за ред.: В. Ґериновича, Ф. Кондрацького, М. Курневича, І. Любарського, Д. Ходорковського, А. Чепорнюка. – Кам’янець-Подільський: Друк. ім. Леніна, 1927. – Т. 2.
- Володимир Ґеринович. З практики робітничого університету в Кам’янці на Поділлі / В.О. Ґеринович // Шлях освіти, 1926. – №12